# Кардаха-Центр
Кардаха-Центр (араб. ناحية مركز القرداحة‎‎) — нохія у Сирії, що входить до складу району Кардаха провінції Латакія. Адміністративний центр — м. Кардаха.
| Сирія | Це незавершена стаття з географії Сирії. Ви можете допомогти проєкту, виправивши або дописавши її. |